# Шахов, Александр Николаевич (сенатор)
Александр Николаевич Шахов (1821—1889) — действительный тайный советник, сенатор, первоприсутствующий в третьем Департаменте Правительствующего Сената Российской империи. Отец приват-доцента ИМУ А. А. Шахова.

## Биография
Александр Шахов родился в 1821 году (по другим сведениям — в 1820). Воспитывался в Императорском училище правоведения, по окончании курса в котором в 1841 году поступил на службу в канцелярию 2-го Департамента Сената. 
В 1845 году он был назначен секретарем 4-го Департамента Правительствующего Сената, а через два года причислен к Министерству Юстиции Российской империи и назначен помощником юрисконсульта. Через пять месяцев Шахов получил новое назначение на должность обер-секретаря 7-го Департамента Правительствующего Сената. 
В 1853 году во время сенатской ревизии Витебской губернии состоял в качестве чиновника особых поручений при сенаторе Д. Д. Ахлестышеве. В 1858 году ему пришлось исполнять обязанности обер-прокурора 2-го Департамента Правительствующего Сената. С целью лучше изучить все недочеты тогдашнего судопроизводства, ввиду предстоявшей судебной реформы, Шахов 26 декабря 1858 года был назначен петербургским совестным судьей и эту должность исполнял два года. 
В 1860 году он принял участие в работах по пересмотру законоположений о наших судебных установлениях. Спустя два года ему был пожалован орден Святого Владимира 3 степени, а в феврале 1863 года был утвержден в должности обер-прокурора 1-го Отделения 6-го Департамента Правительствующего Сената. Затем в течение целого года, помимо обязанностей по этой должности, он исполнял еще обязанности обер-прокурора московских департаментов Правительствующего Сената и, кроме того, заведовал сенатской типографией, за что и был награжден орденом Святого Станислава 1-й степени. Немало потрудившись над выработкой новых законоположений о судебных установлениях, Шахов принял деятельное участие в проведении этих установлений в жизнь. 4 февраля 1866 года Именным Высочайшим указом ему повелено быть председателем Департамента Московской Судебной Палаты. Вслед за тем ему был пожалован орден Святой Анны 1-й степени, а еще через год он был произведен в тайные советники. 1 марта 1868 года ему повелено было присутствовать в Правительствующем Сенате и быть старшим председателем Московской Судебной Палаты. 
Между тем, судебная реформа 1864 года охватывала больший и больший круг действия. Главные ее вдохновители употребляли все усилия, чтобы возможно скорее провести ее в жизнь. В конце 1868 года Шахову Высочайшим указом было поручено произвести ревизию старых судебных учреждений Нижегородской губернии. В своем отчете об этой ревизии он горячо настаивал на возможно скорейшем проведении в Нижегородской губернии судебной реформы. Отчет Шахова был принят сочувственно и ему же поручено было открыть Нижегородский Окружный суд. Открытие это состоялось 23 апреля 1869 года. О том, какую нелегкую работу пришлось выполнить Шахову в этом деле, видно из отношения на его имя министра юстиции, в котором между прочим говорится: 
«Последовавшее открытие новых судебных учреждений Нижегородской губернии и одновременное с сим упразднение там судов прежнего порядка представляет собой последствие трудов ваших по Высочайше возложенному на вас поручению. Несмотря на значительность накопления дел в старых судебных местах Нижегородской губернии и возникшую отсюда трудность приведения делопроизводства означенных судебных мест прежнего порядка в такое положение, которое давало бы возможность своевременного открытия новых и упразднения старых судебных мест означенной губернии, распоряжения вашего превосходительства, требовавшие от вас усиленных трудов и непрестанных забот, достигли вполне своей цели, благодаря обширным познаниям вашим по судебной части, и дали ожидавшуюся от них пользу.»
За этот труд Шахову было объявлено Высочайшее благоволение. Уже в середине следующего года ему поручена была снова подобная же работа — обревизовать старые судебные учреждения Смоленской губернии. Результатом её явилось открытие 12 ноября того же года Смоленского окружного суда, за что Шахову было объявлено Высочайшее благоволение и, кроме того, 1 января следующего года пожалован орден Святого Владимира 2-й степени. В том же году он производил ревизию старых судебных учреждений и открыл новые, по уставу 20 ноября 1864 года, в Костромской губернии. 1 января 1875 года ему был пожалован орден Белого Орла. 
Затем еще неоднократно Шахов направлялся для ревизии старых и введения новых судебных учреждений и, наконец, ему повелено было присутствовать в Правительствующем Сенате с увольнением от должности старшего председателя Московской судебной палаты, а впоследствии он назначен был первоприсутствующим в третьем департаменте Правительствующего Сената. 
Дальнейшие его заслуги были вознаграждены орденом Святого Александра Невского и орденом Святого Владимира 1-й степени, а 1 января 1889 года Шахов был произведен в действительные тайные советники. 
Александр Николаевич Шахов умер 1 марта 1889 года, на 78 году от рождения. Похоронен в московском Алексеевском женском монастыре.